# 柳下花恋
柳下 花恋（やぎした かれん、1999年5月23日 - ）は、神奈川県出身、アルファコア(ALPHA-CORE)所属の元子役。

## 人物
- 趣味:愛犬と遊ぶこと･絵を描くこと･水泳。
- 特技:クラシックバレエ。
- エイベックス20周年ワールド･オーディション･ファイナルkidsの部 審査員特別賞受賞。
- 立花演劇研究所に所属していた。
- スーパーGANGの元メンバー。

## 出演

### TV
- 時々迷々 第2話（2009年4月22日、NHK教育テレビ）真理アントワネット 安藤真理 役
- さんまのスーパーからくりTVサザエオールスターズボーカルオーディション（2009年3月1日、TBS）
- 週刊こどもニュース（2010年4月4日 - 12月19日 、NHK総合テレビ）

### ドラマ
- 古代少女ドグちゃん 第6話（2009年11月11日 、毎日放送） 幼い頃の佐山ゆり 役

### 映画
- マイ・スイーツ・ハート（2006年）
- WOOL100％（2005年製作、2006年10月28日公開） 歌唱参加
- 口裂け女 (映画)（2007年3月17日公開）

### 舞台
- ミュージカル「獅子王伝説」（2006年8月30日 - 31日、東京芸術劇場中ホール)
- ヒロイック・サーガ
- 東宝ミュージカル「レ・ミゼラブル (ミュージカル)」（2007年)リトルコゼット 役
- TOURSミュージカル「赤毛のアン」（2008年)ミニー･メイ 役
- しゅごキャラ!（2009年8月13日 - 8月23日、博品館劇場) 真城りま 役

### CM
- 小学館「ピッカピッカの一年生 2006年4月号」（2006年）
- 森下仁丹オラクル（2006年）
- 不二家クリスマスケーキ CMソング
- 進研ゼミチャレンジ1年生 CMソング

### 音楽ビデオ
- ベネッセ・しまじろう HAPPY CHRISTMAS BOX